# Atentados en Borno de 2015
En la tarde del 20 de septiembre de 2015, una serie de atentados tuvo lugar en las localidades de Maiduguri y Monguno, en Nigeria, matando al menos a 145 personas e hiriendo al menos a otras 100. La mayoría de las víctimas se produjo en Maiduguri, donde cuatro explosiones mataron al menos a 117 personas.

## Contexto
Los atentados se llevaron a cabo después de más de un mes sin incidentes en Maiduguri por parte del grupo islamista Boko Haram. Una ofensiva por los militares de Nigeria en agosto condujo a Boko Haram a retirarse de sus bases en la región, dando lugar a una disminución sustancial de ataques. El 20 de septiembre, el líder de Boko Haram Abubakar Shekau dio a conocer un video refutando las afirmaciones de los militares nigerianos de que Boko Haram había sido derrotado.
Ningún grupo se ha atribuido la responsabilidad de los ataques, aunque se sospecha de Boko Haram. El portavoz militar nigeriano Sani Usman declaró que el evento mostró el «alto nivel de desesperación» de Boko Haram. El gobierno de Borno afirmó que los insurgentes tomaron ventaja de multitudes agrupandas por la fiesta musulmana de Eid al-Adha.

## Atentados en Maiduguri
Alrededor de las 7:30 p. m. hora local (18:30 GMT) el 20 de septiembre, una serie de cuatro explosiones ocurrieron en Maiduguri, la capital y ciudad más grande del estado de Borno, en el noreste de Nigeria, en un lapso de 20 minutos, matando al menos a 54 personas. Estos fueron los mayores ataques en la ciudad, desde los atentados ocurridos el 7 de marzo de 2015 cuando Boko Haram mató a 58 personas.
Un atacante suicida detonó un explosivo improvisado en una mezquita, matando al menos a 43 personas. Dos explosiones tuvieron lugar en un mercado en la ciudad después de que insurgentes lanzaran artefactos explosivos improvisados en un centro de visión, matando entre 11 y 15 personas. La cuarta explosión tuvo lugar en un centro de juegos.
Un portavoz de la policía local declaró al menos 97 personas resultaron heridas. Un grupo de defensa civil informó que al menos 80 personas murieron en la ciudad y declaró que la policía citó un total menor debido a que algunas familias enterraron inmediatamente a sus parientes. Los residentes locales afirmaban una cifra mayor de 85 fallecidos. El 22 de septiembre, los hospitales locales informaron que 117 personas habían fallecido, de los cuales 72 fueron lelvados al Hospital Universitario de Maiduguri y 45 al Hospital Especialista del Estado de Borno.

## Atentados en Monguno
Aproximadamente dos horas después de los atentados en Maiduguri, dos bombas fueron más explotaron n un puesto de control en la zona del mercado de Monguno unos 135 kilómetros de distancia, matando al menos a 28 personas.